# Pholcus bessus
Espèce
Pholcus bessus est une espèce d'araignées aranéomorphes de la famille des Pholcidae.

## Distribution
Cette espèce est endémique du Hebei en Chine,.

## Description
Le mâle étudié par Huber en 2011 mesure 3,4 mm

## Publication originale
- Zhu & Gong, 1991 : Four new species of the genus Pholcus from China (Araneae: Pholcidae). Acta Zootaxonomica Sinica, vol. 16, no 1, p. 18-26.